# Dalheim (Luxemburg)

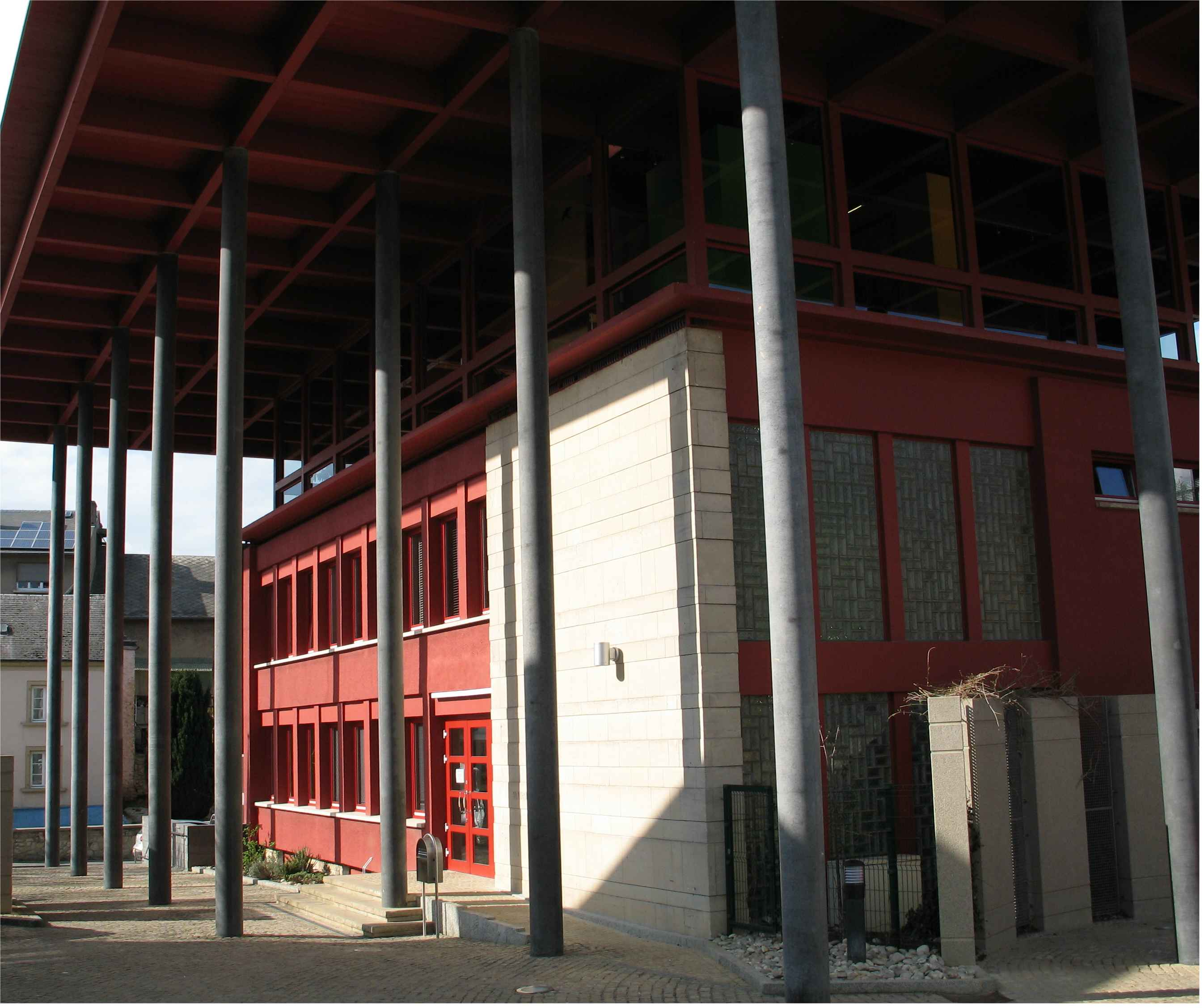
Gemeentehuis van Dalheim

Dalheim (Luxemburgs: Duelem) is een gemeente in het Luxemburgse Kanton Remich.
De gemeente heeft een totale oppervlakte van 18,98 km² en telde 1943 inwoners op 1 januari 2007.

## Ontwikkeling van het inwoneraantal
| Jaar                              | 2001 | 2002 | 2003 | 2004 | 2005 |
| --------------------------------- | ---- | ---- | ---- | ---- | ---- |
| Inwoneraantal                     | 1706 | 1734 | 1747 | 1804 | 1845 |
| Opmerking: tellingen op 1 januari |      |      |      |      |      |

## Plaatsen in de gemeente
- Dalheim
- Filsdorf
- Welfrange